# Jorma
Jorma är ett finskt manligt förnamn. Det är den finska formen av namnet Jeremia. Jorma var ett populärt namn i Finland speciellt på 1940-talet och 1950-talet.

## Personer med förnamnet Jorma
- Jorma Etelälahti, finländsk backhoppare och skidåkare
- Jorma Gallen-Kallela, finländsk konstnär
- Jorma Halonen, svensk företagsledare
- Jorma Hautala, finländsk målare och grafiker
- Jorma Kaimio,  finländsk förläggare och klassisk filolog
- Jorma Kalela, finländsk historiker
- Jorma Kaukonen, amerikansk gitarrist
- Jorma Kinnunen, finländsk spjutkastare
- Jorma Kontio, finländsk travkusk
- Jorma Kortelainen, finländsk skidåkare
- Jorma Laulaja, finländsk biskop
- Jorma Limmonen, finländsk boxare
- Jorma Ollila, finländsk företagsledare
- Jorma Panula, finländsk dirigent
- Jorma ”Jope” Ruonansuu, finländsk komiker, skådespelare och sångare
- Jorma Taccone, amerikansk komiker.